# Al-Jamel
al-Jamel (tiếng Ả Rập: الجامل, đã Latinh hoá: ash-Shāmil), thay thế đánh vần Shamil, là một ngôi làng ở phía bắc tỉnh Aleppo, miền bắc Syria. Nằm trên vùng đất ngập nước của đồng bằng Jarabulus về phía sông Euphrates, ngôi làng cách 4 km (2,5 mi) về phía nam của Jarabulus, và khoảng 5 km (3,1 mi) về phía nam biên giới với tỉnh Gaziantep của Thổ Nhĩ Kỳ.
Với 2.091 cư dân, theo điều tra dân số năm 2004, al-Jamel về mặt hành chính thuộc về Nahiya Jarabulus trong Quận Jarabulus. Các địa phương lân cận bao gồm Marma al-Hajar cách 2 km (1,2 mi) về phía tây bắc, và Amarnah cách 3 km (1,9 mi) về phía nam.